# Mohamed Bouihiri
Mohamed Bouihiri est un athlète marocain.

## Carrière
Mohamed Bouihiri est médaillé de bronze du saut à la perche aux Championnats panarabes d'athlétisme 1983 à Amman.
Il remporte la médaille d'or du saut à la perche aux Championnats d'Afrique d'athlétisme 1984 à Rabat ainsi qu'aux Jeux panarabes de 1985 dans la même ville. 
Il est champion du Maroc de saut à la perche en 1981 et en 1983.